# Dataläskunnighet
Dataläskunnighet (från engelskans Data Literacy) är förmågan att läsa, förstå, skapa och kommunicera data som information. Till skillnad från det mer allmänna begreppet läskunnighet involverar dataläskunnighet kompetenserna för att arbeta specifikt med data. 